# 아돌프 오토 라인홀트 빈다우스
아돌프 오토 라인홀트 빈다우스(독일어: Adolf Otto Reinhold Windaus , 1876년 12월 25일 ~ 1959년 6월 9일)는 독일의 화학자이다. 스테롤의 구도와 비타민과의 연관성에 관한 연구로 1928년 노벨 화학상을 수상했다. 1939년 노벨 화학상을 수상한 아돌프 부테난트의 박사 학위 지도교수이기도 하다.